# 湊站 (青森縣)

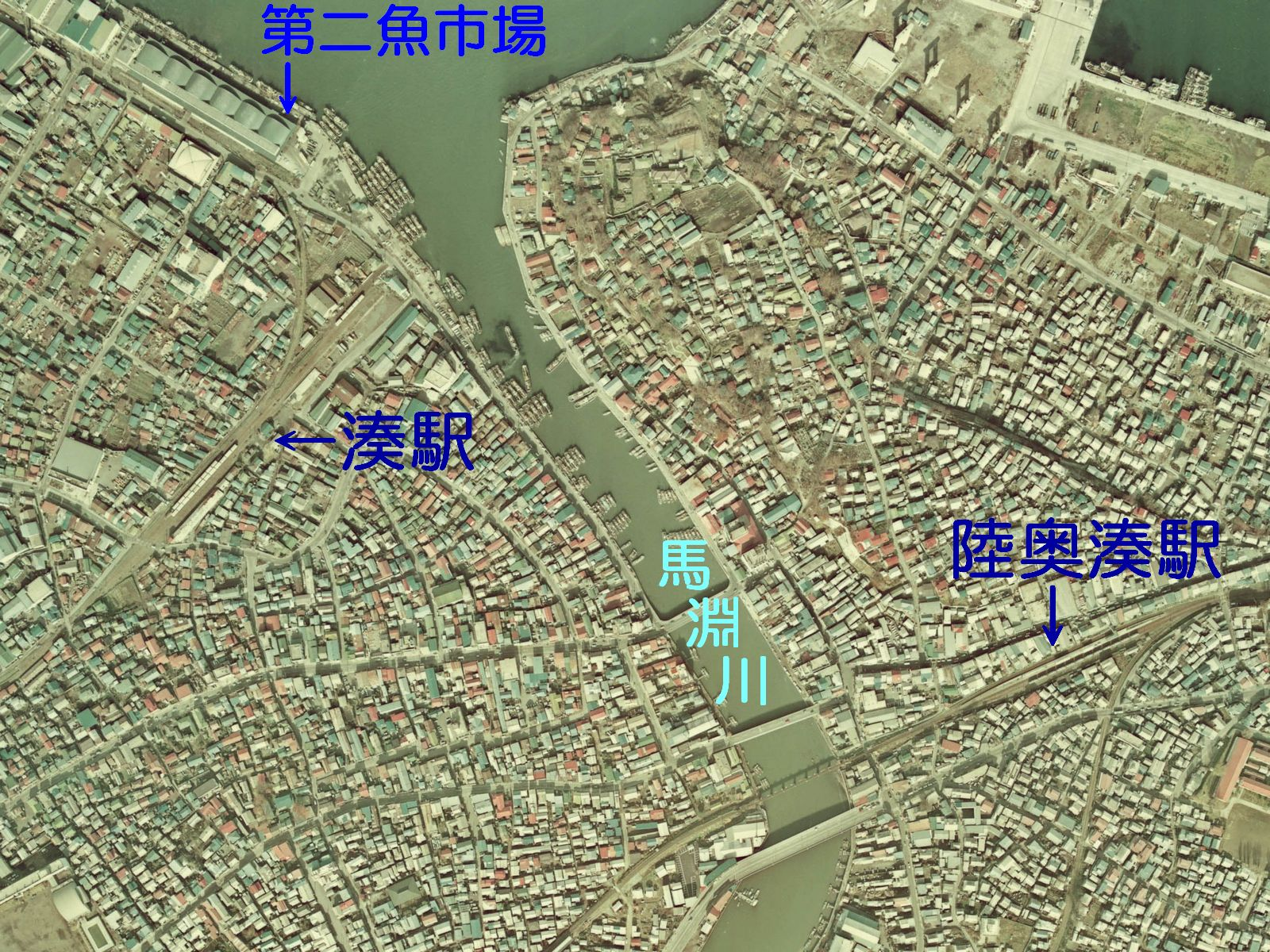
1975年車站附近的航空照片。在的車站為陸奧湊站。

湊站（日语：／ Minato eki */?）是位於青森縣八戶市小中野，日本國有鐵道（國鐵）八戶線貨物支線的鐵路車站（廢站）。

## 歷史
在1894年（明治27年）10月1日，日本鐵道（支線）開設此站。當時此站鄰接八戶港，該港口是運送水產和木炭等工業資源的重要樞紐。而當初不單只只有貨運列車前往此站，也有客運列車行走至該站（實際是一列火車包含貨物車廂和客運車廂）。在1944年（昭和19年）4月1日，此站廢除客運和行李業務，成為純貨運車站。後來由於八戶線進行高架化，加上運輸工具變為貨車。在1985年（昭和60年）3月14日貨物支線廢除，此站也同時廢除。

## 車站周邊
- 八戶漁港（小中野地區）
- 八戶市第二魚市場
- 陸奧湊站（在馬淵川對面岸）

## 相鄰車站
日本國有鐵道
八戶線（貨物支線）
本八戶－湊

## 注腳
1. 1 2 3 4 5  曽根悟（監修）. 朝日新聞出版分冊百科編集部 , 编. . 週刊朝日百科. 21号 釜石線・山田線・岩泉線・北上線・八戸線. 朝日新聞出版. 2009-12-06: 26 （日语）.
2. ↑  デーリー東北新聞社 （页面存档备份，存于）サイト内.   [2010-09-13] （日语）.[]

## 相關項目
- 日本鐵路車站列表